# Варао
Варао — корінне індіанське населення, що населяє північно-східну Венесуелу, Тринідад і Тобаго, Гаяну та Суринам. Альтернативні поширені варіанти написання Варао: Вароа, Гуарауно, Гуарао та Варрау. Термін Warao перекладається як «люди на човні», на честь довічного та інтимного зв'язку варао з водою. Більшість варао мешкають у венесуельському регіоні дельти Ориноко, менша кількість — у сусідніх Гаяні, Тринідаді і Тобаго та Суринамі. За даними перепису 2011 року у Венесуелі проживало 49 271 осіб, вони були другою за чисельністю корінною групою після народу ваюу. Вони розмовляють аглютинативною мовою варао.

## Спосіб життя

### Транспорт
Як основний засіб пересування варао використовують каное. Інші способи пересування, такі як ходьба, ускладнені сотнями струмків, річечок, боліт та повноводністю річки Ориноко. Немовлята, малюки та маленькі діти варао славляться своєю здатністю міцно триматися за шию матері, а також веслувати. Вони часто вчаться плавати раніше, ніж ходити.
Варао використовують два типи каное. Бонго, які вміщують до 5 осіб, будуються у складному процесі, який починається з пошуку великих дерев. Коли старе бонго більше не придатне для використання, лідери кожної родини досягають консенсусу щодо того, яке дерево найкраще. На початку сухого сезону вони знаходять дерево і його вбивають. Після закінчення сухого сезону вони повертаються, щоб його вирубати. Потім його видовбують і розплющують за допомогою вогняних і кам'яних знарядь, які продаються з гір (або місцевих черепашок). Традиційно виготовляють більші каное молоді чоловіки за вказівками старшої жінки в домогосподарстві, які її дочки передають своїм чоловікам.

Інший тип каное — це невеликі каное, що вміщують лише трьох людей, і використовуються для щоденних подорожей до джерел їжі і назад.

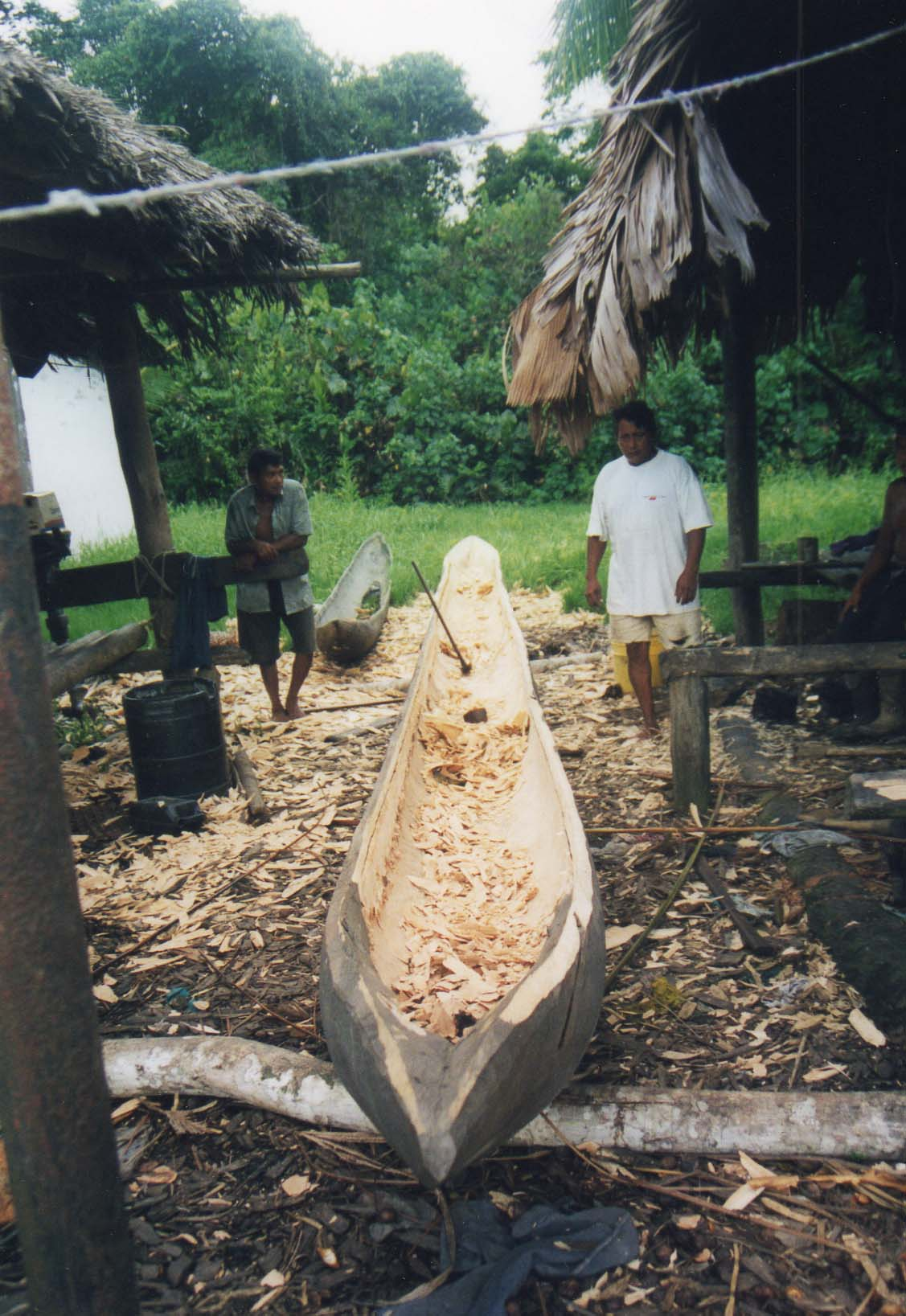
Індіанці Варао будують традиційне каное-бліндаж, дельта Ориноко. Район Сімоїна, Дельта Амакуро, Венесуела.
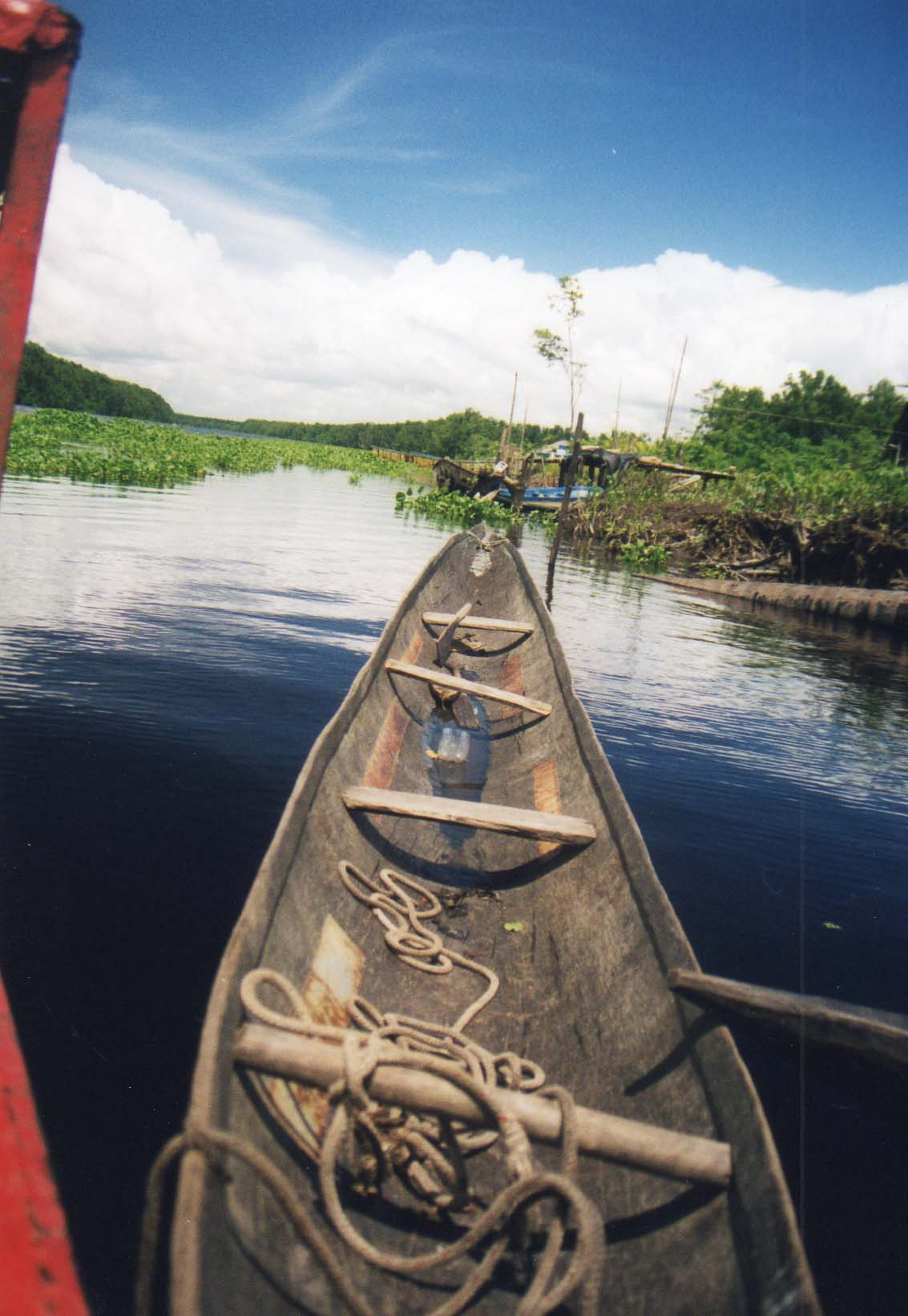
Традиційне бонго.
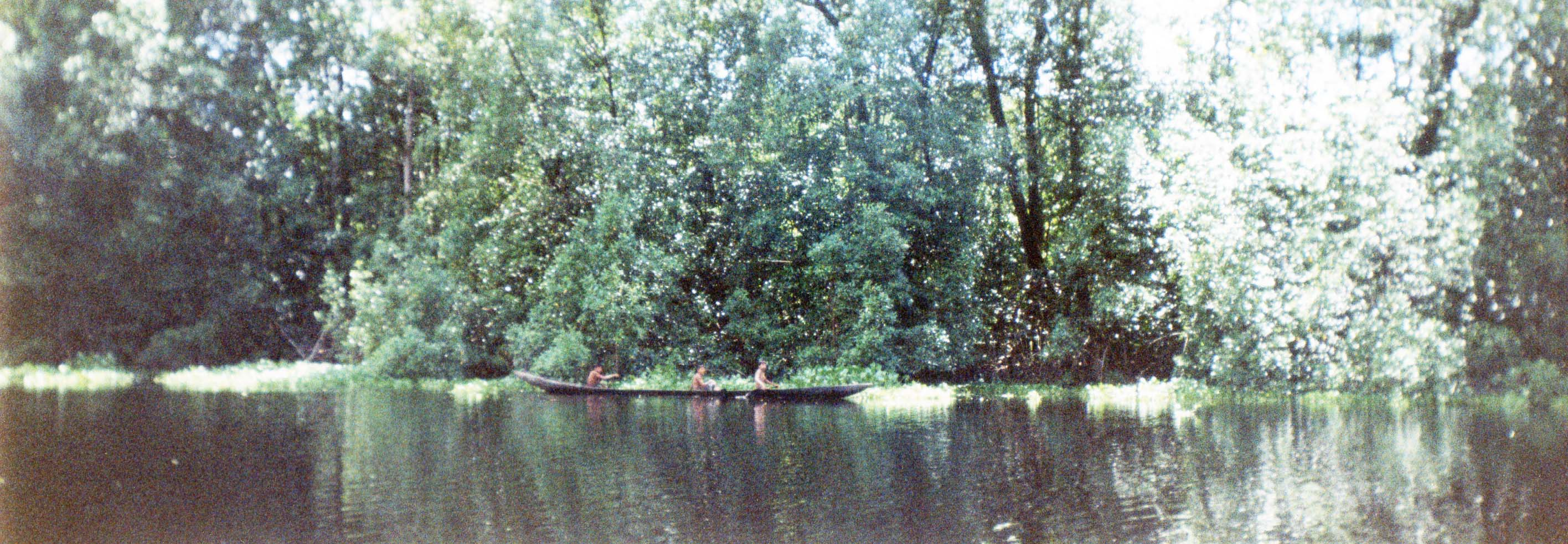
Типове каное Warao.

### Дієта
Дієта Варао різноманітна з акцентом на продукти дельти, переважно рибу. До 1500 року вони придбали основне садівництво; багато їхніх щоденних фруктів і овочів походять із одомашнених і культивованих пальмових садів дельти. У липні та серпні варао ласують крабами, коли вони приходять до дельти з пляжу. Полювання зазвичай уникають через культурні табу. Іноді вони також їдять личинки, знайдені на пальмі Моріче. Серцевину пальми також вживали в їжу, але сучасне споживання, швидше за все, додавало її як додатковий інгредієнт для хліба з маніокою.

### Релігія
За їхніми власними повідомленнями, варао походять від авантюрної небесної постаті — первісного мисливця. Цей чоловік спочатку жив у небесному світі, де були люди, але не було жодної тварини, окрім птахів. Полюючи на цих небесних птахів, чоловік-засновник використовував свій лук і стрілу, щоб вразити птаха в повітрі. Птах падав з неба і врешті-решт вдарявся об небесну підлогу. Птахи прорвали підлогу і попрямували крізь хмари до земної суші (Землі) внизу. Мисливець підійшов до отвору в підлозі, зробленого птахом, і зазирнув у нього. Він побачив пишну і родючу землю (Землю) і вирішив спуститися на неї, щоб насолодитися її благами: красою, великою кількістю дичини, фруктів і так далі. Мисливець взяв довгу мотузку з небесної бавовни, прив'язав її до дерева, перекинув через отвір і опустився крізь хмари на те, що зараз є Землею, покинувши свій небесний світ.
У Варао є шамани, які виконують музику, наприклад танці дощу та пісні.

## Історія

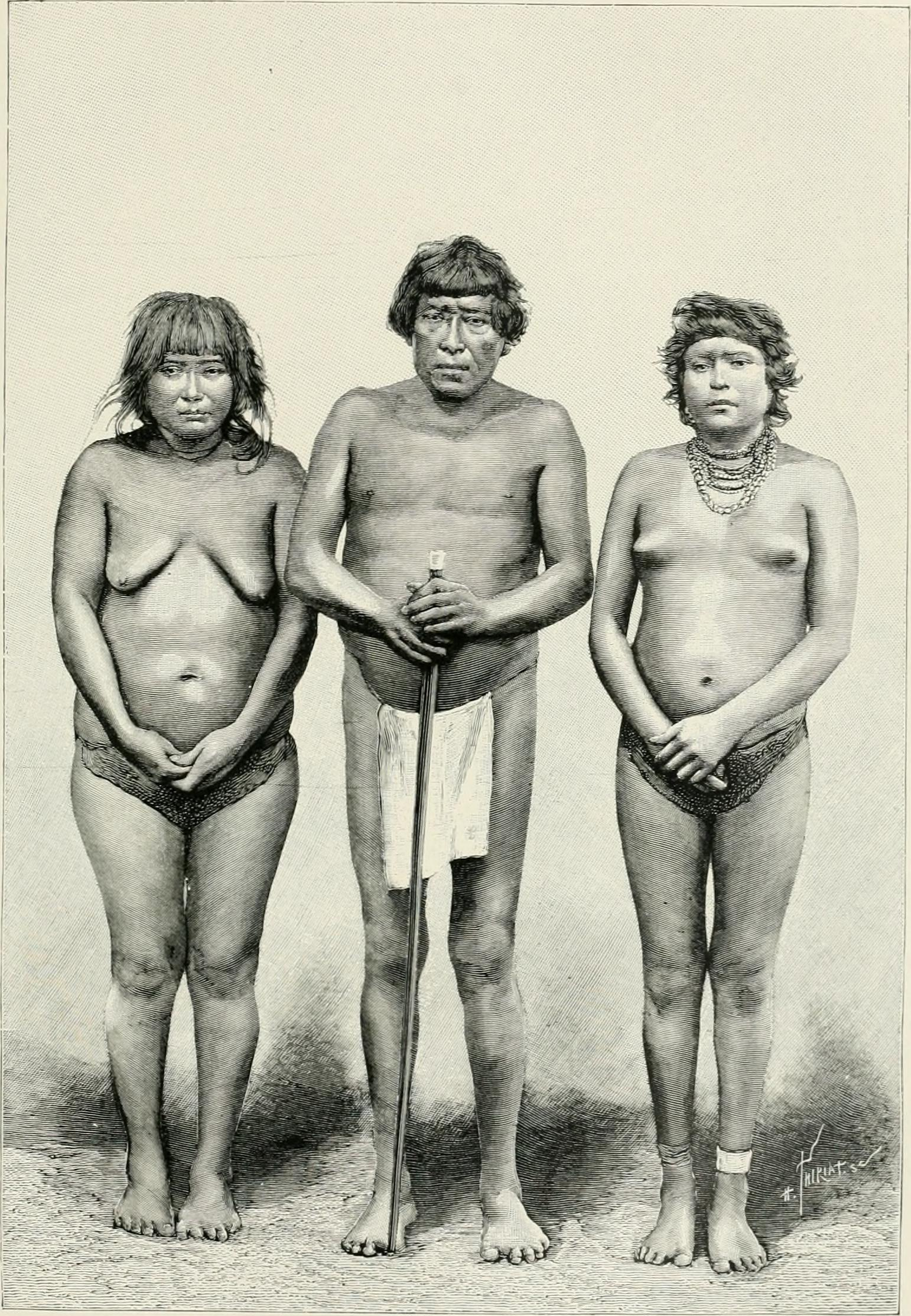
Група людей Варао в 1882 році.

Варао вважаються першими мешканцями Гаяни, що передували приходу араваків і карибів.
Варао зі східної Венесуели Ориноко вперше мали контакт з європейцями, коли незабаром після того, як Христофор Колумб досяг дельти річки Ориноко, Алонсо де Охеда вирішив плисти річкою вгору за течією. Там, у дельті, Охеда побачив виразні халупи Варао, що балансували над водою. Подібну архітектуру в Сінамайці далеко на заході порівнювали з Венецією з її знаменитими каналами внизу та будівлями нагорі; ця нова зустріч поширила назву Венесуела («маленька Венеція») для всієї країни.

## Сучасні проблеми
Недоступність земель Варао ускладнює доступ до медичної допомоги. Серед них є поширеним туберкульоз. Дельта Оріноко має мінімальну інфраструктуру, відсутність санітарії та обмежену освіту, що призводить до високого рівня неписьменності.
У 2007 році ВІЛ вперше був виявлений у Венесуелі в нижній частині дельти Оріноко в громадах Варао. У деяких громадах вже 35 % тестів на ВІЛ позитивні. У зв'язку з розладом системи охорони здоров'я Венесуели відсутні профілактичні програми; це разом із серйозними мовними бар'єрами (багато Варао неписьменні та не володіють вільною іспанською) призвели до процвітання незнання про хворобу. Вважається, що культура знаходиться під серйозною загрозою.
Влітку 2008 року лідери корінних народів і дослідники з Каліфорнійського університету в Берклі опублікували звіт про смерть 38 варао в штаті Дельта Амакуро від загадкової хвороби. Хвороба, яка викликає «частковий параліч, конвульсії та надзвичайний страх перед водою», вважається формою сказу, що передається кажанами. Коли лідери та дослідники прибули до Каракасу, щоб повідомити уряд про спалах і попросити допомоги, «зустріли неповагу на всіх рівнях, ніби смерть корінних жителів нічого не варта».
Криза у Венесуелі на початку ХХІ століття призвела до міграції варао в сусідні країни. Біженці в Боа-Віста, Бразилія, не визнаються бразильським урядом як плем'я. Станом на 2021 рік приблизно 2500 біженців оселилися в Гаяні в громадах Варао поблизу Мабаруми та Порт-Кайтуми. Вайтвотер біля Мабуруми має обмежену інфраструктуру, однак тут є визнаний місцевий уряд. Близько 250 осіб оселилися в Анабісі поблизу порту Кайтума, який є віддаленим, не має інфраструктури та доступу до чистої води. Анабісі є частиною мисливських і рибальських угідь Цитрусового гаю, де спочатку проживали люди Варао та Каліна, однак у 1950-х роках був виявлений марганець, і населений пункт не є індіанським через змішане населення.:142-143

## Обробка плівкою
У квітні 2017 року Музей сучасного мистецтва в Нью-Йорку представив фільм кубинсько-венесуельського режисера Маріо Креспо з непрофесійними акторами. У фільмі розповідається про складність вибору: залишитися з традиціями та життям Варао або залишити країну, щоб здобути освіту серед «креолів». У фільмі детально розповідається про культуру Варао та життя вздовж річки. Фільм: «Віднесені рікою». 2015, Венесуела, іспанською та варао мовами.

## Туризм
До варао прийшов туризм, який приносить відносне багатство для деяких осіб. Кілька осіб у своїх власних будинках створили грубі та готові туристичні житла. Щоб побачити дике життя дельти та відчути традиційне життя та культуру племені, туристам пропонують поїздки на каное (ручні). Ці візити можна організувати в столиці штату місті Тукупіта через одне з багатьох туристичних агентств.

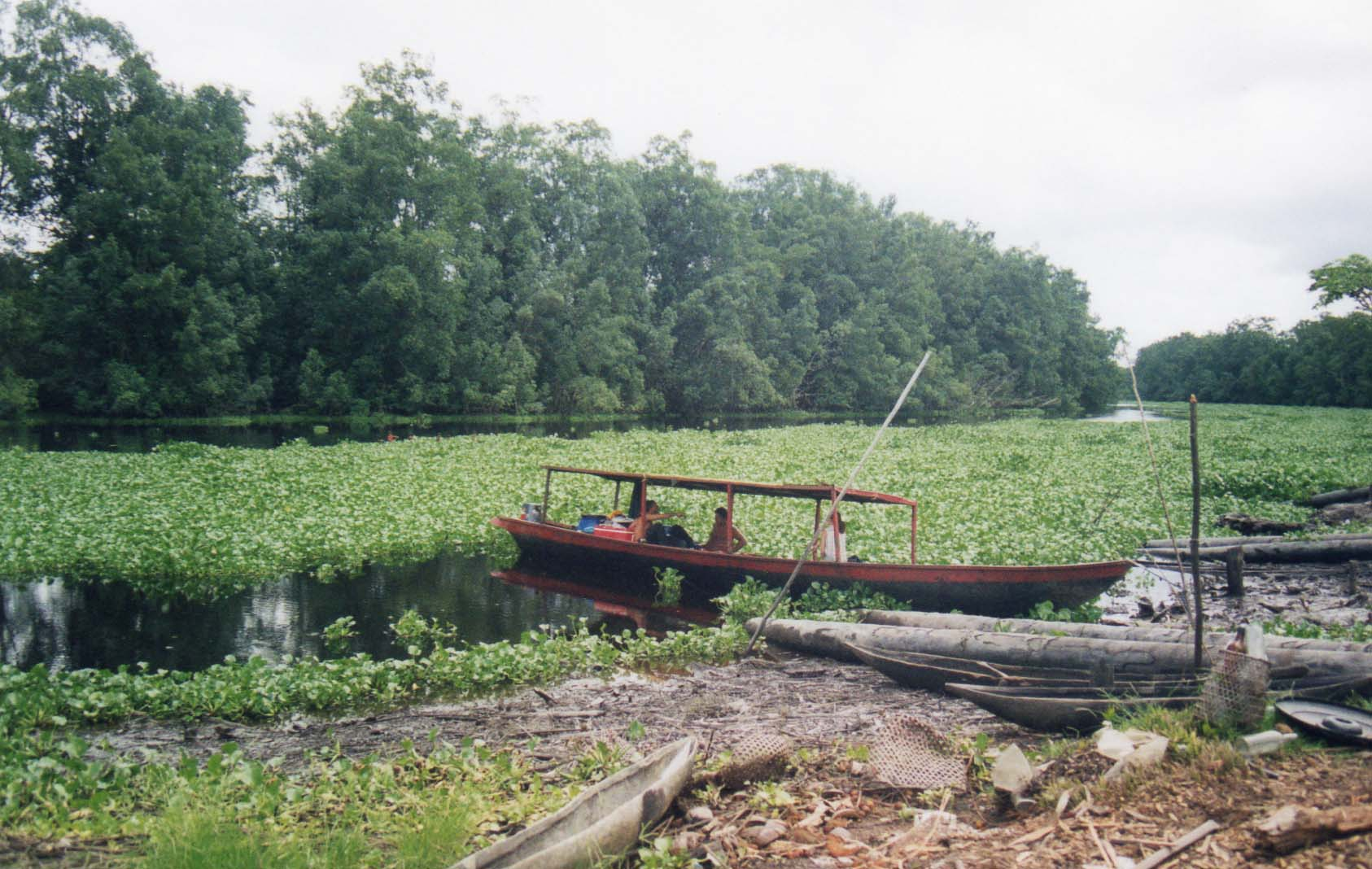
Сталеве туристичне бонго з підвісним мотором
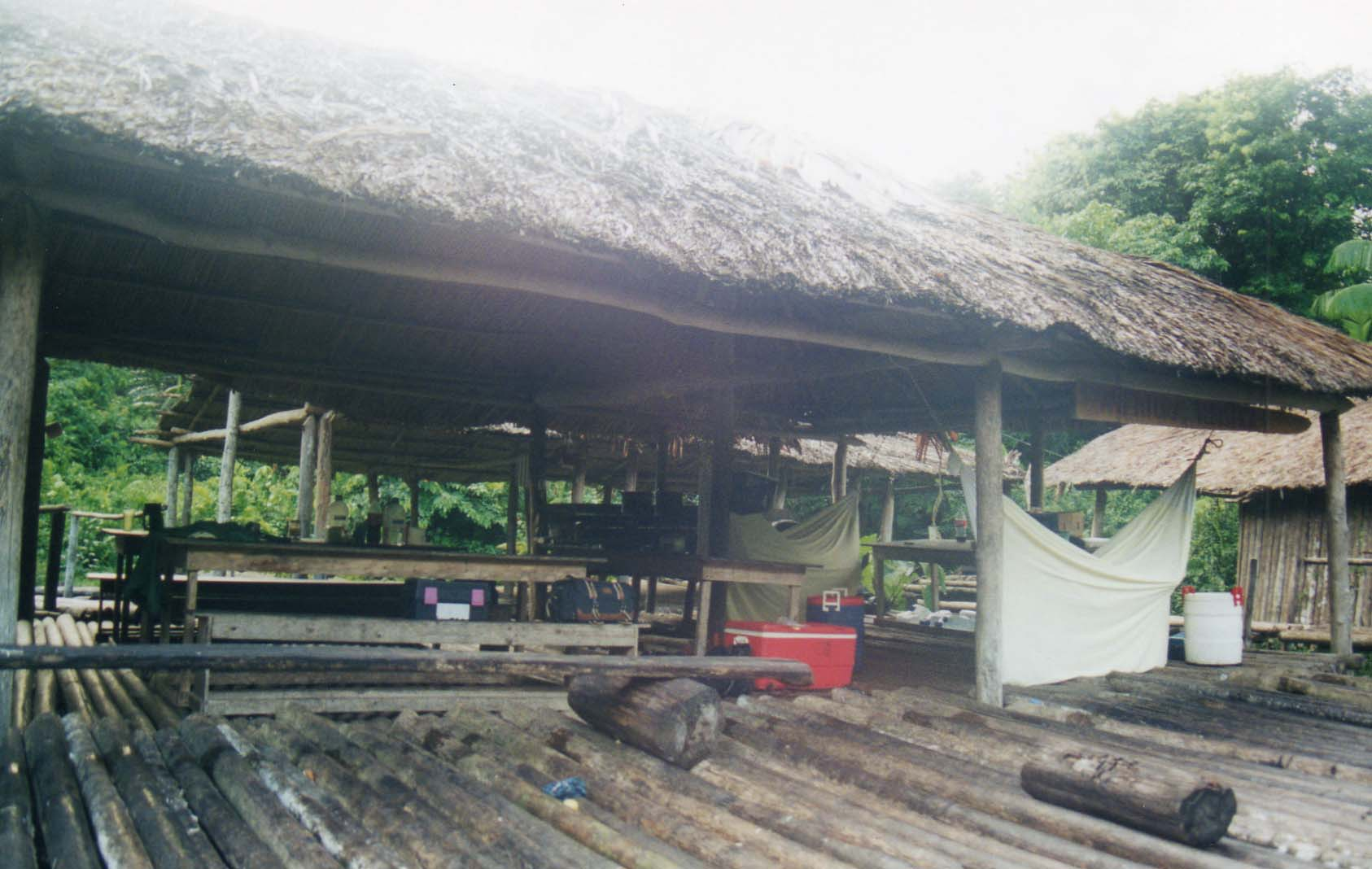
Типова відкрита хатинка на палях (туристичне житло)
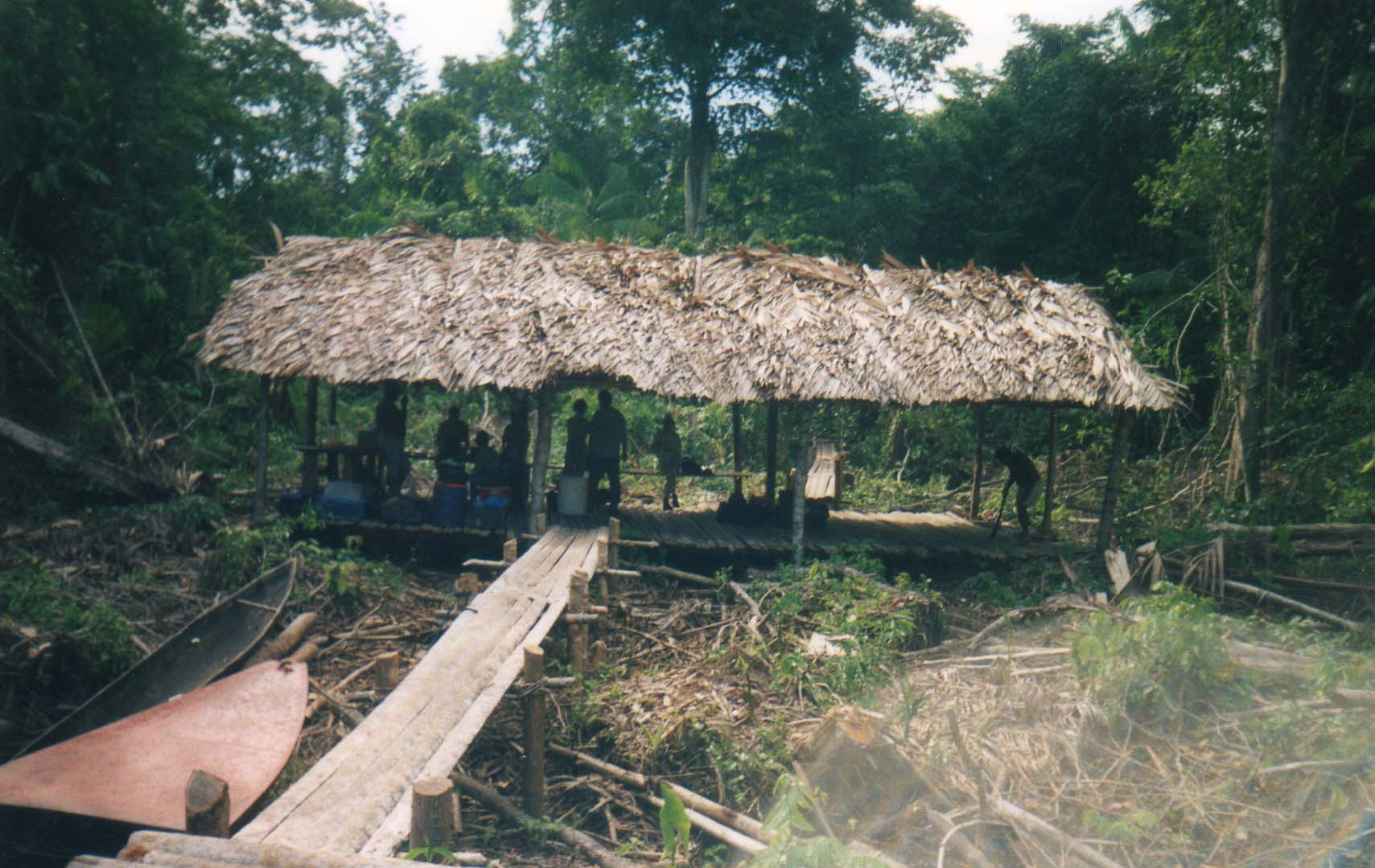
Типова відкрита хатинка на палях (туристичне житло)
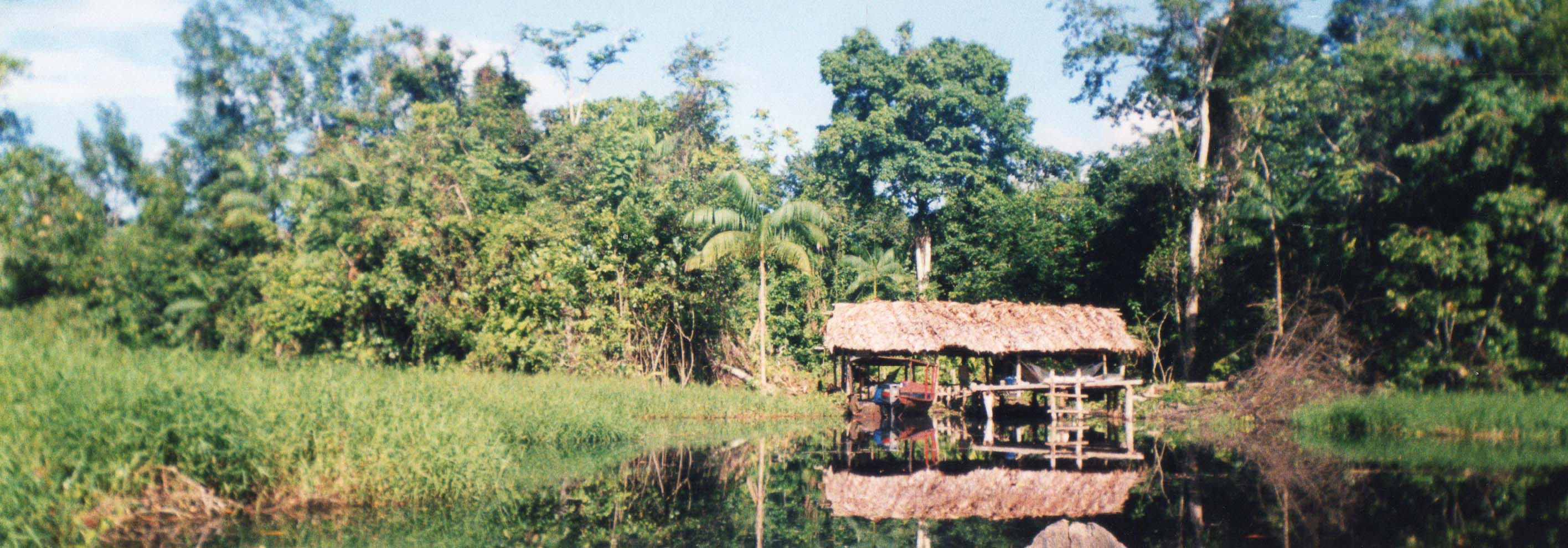
Типова відкрита хатинка на палях (туристичне житло)

## Населені пункти
Більшість Варао живе в дельті Ориноко у Венесуелі. У дельті приблизно 364 села. Головне місто — Куріапо.
Близько 5000 мешкають у прикордонній зоні Гаяни. Основні села: Ассаката:71 Камватта-Гілл,:129 Коріабо,:100 і Вайтвотер.
Варао є меншістю в суринамських селах Купідо та Пост Утрехт.